# Welcome to the Other Side
Welcome to the Other Side è il dodicesimo album in studio del gruppo musicale power metal tedesco Rage, pubblicato nel 2001 dalla GUN Records.

## Il disco
Ancora una volta i Rage danno alle stampe un album dal sapore orchestrale, come testimonia la suite Tribute to dishonour. Il resto del disco ha però un sound molto grezzo, come non capitava da tempo.
Questo è il primo album dei Rage con una formazione a tre dai tempi di The Missing Link del 1993, in quanto alcuni componenti della band hanno deciso di abbandonare il gruppo durante le registrazioni del precedente disco.
Tali componenti vengono sostituiti dal chitarrista Victor Smolski dal batterista Mike Terrana.

## Tracce
1. Trauma (strumentale) - 0:50
2. Paint the devil on the wall - 5:07
3. The mirror in you eyes - 3:44
4. Part 1 / R.I.P. - 2:13
5. Part 2 / One more time - 5:45
6. Part 3 / Requiem (strumentale) - 1:16
7. Part 4 / I'm crucified - 5:38
8. No lies - 3:10
9. Point of no return - 5:18
10. Leave it all behind - 4:49
11. Deep in the night - 4:07
12. Welcome to the other side - 4:23
13. Lunatic (strumentale) - :51
14. Riders on the moonlight - 4:12
15. Stright to hell - 4:31
16. After the end - 4:46
17. Sister demon - 3:59